# Llegendes de Valhalla: Thor
Llegendes de Valhalla: Thor, també conegut com Thor: La llegenda del martell màgic, és un llargmetratge de comèdia d'animació CGI en 3D del 2011 coproduït per CAOZ, Ulysses i Magma Films. Es basa en històries sobre Thor, el déu del tro de la mitologia nòrdica. És la primera pel·lícula d'animació de llarga durada que es produeix a Islàndia. Es va estrenar el 14 d'octubre de 2011 a Reykjavík. S'ha doblat al català pel Canal Super3 amb el títol de Thor: La llegenda del martell màgic, mentre que en DVD manté el títol de Llegendes de Valhalla: Thor.